# Pirate Radio (Nürnberg)
Pirate Radio ist ein privater Hörfunksender im DAB-Ensemble Nürnberg (Kanal 10C).
Der Radiosender ist Teil der Funkhaus Nürnberg Studiobetriebs-GmbH, die Hit Radio N1, 98.6 Charivari, Gong 97,1 und Radio F 1995 gegründet hat. Als fünftes Hörfunkprogramm kam 1999 Pirate Radio hinzu.

## Geschichte
Pirate Radio war das erste rein digitale Jugendradio Mittelfrankens für die Zielgruppe der 14–29-Jährigen. Pirate Radio gehörte anteilig Radio Gong Nürnberg Programmanbieter GmbH (30 %), Neue Welle Franken - Antenne Nürnberg Hörfunkprogrammgesellschaft mbH (30 %), Radio F Programm- und Werbegesellschaft mbH (30 %), Radio 5 Programm- und Werbegesellschaft mbH (0,6 %), Hit Radio N1 Anbietergesellschaft mbH (9,4 %).
Der Sender gestaltete sein Programm bis August 2007 ausschließlich mit Musik der letzten fünf Jahre (House, Hip-Hop, Techno, Trance) und sendete dies in CD-Qualität. Dabei waren auch Remixes und Club-Versionen aktueller Hits zu hören. Mit der Programmänderung im Jahr 2007 wurde das Programm in der alten Form nur noch zwischen 23 und 6 Uhr ausgestrahlt. Tagsüber waren neue Titel aus den Musikgenres Black/Hip-Hop/Alternative/Dance in den Originalfassungen zu hören.
Zum 26. April 2011 wurde Pirate Radio in Pirate Gong umbenannt, das auf demselben Sendeplatz ein Programm mit den Musikfarben Indie, Grunge, Alternative und New Modern Rock anbot.
Im Juli 2018 genehmigte die BLM eine weitere Neuausrichtung des Senders in die Musikgenres Pop, Modern Folk Pop, Pop-Rock (deutsch/englisch) und die Umbenennung in „Mein Radio“. Am 10. Oktober 2018 startete dann Mein Lieblingsradio als Nachfolgeprojekt.

## Pirate Radio heute
Seit Oktober 2019 sendet Pirate Radio wieder im regionalen DAB+-Multiplex Nürnberg (Kanal 10C).
Der Sender übernahm die Musikfarbe von Pirate Gong und sendet heute Indie, Grunge, Alternative und New Modern Rock.